# Zénith Saint-Pétersbourg (handball)
Maillots
Le Zénith Saint-Pétersbourg  (anciennement Saint-Pétersbourg HC) (en russe : Санкт-Петербургский гандбольный клуб), est un club de handball russe, situé à Saint-Pétersbourg. Le club a été fondé en décembre 1964.

## Histoire

Ancien logo

Le handball est apparu vers les années 1950 à Leningrad (actuelle Saint-Pétersbourg) à l'usine Vulcan à l'initiative de Nicolas Vichniakov et Iouri Romanov qui ont créé handball le club de handball « Trud ». Fondé en 1964, le club est la première équipe de Leningrad à participer au championnat national. Toutefois, le statut amateur de l'équipe ne lui permettait pas de rivaliser avec les géants du handball soviétique qu'étaient le CSIA Moscou, le CSKA Moscou ou le SKA Minsk.
En 1973, l'équipe réussi à percer dans l'élite, le club change alors de nom et se nomme Université Neva Leningrad.
Depuis la chute de l'Union Soviétique, le club évolue en championnat de Russie, championnat qu'il a remporté en 1993 lors de sa première édition. Toutefois, le club n'eut pas les moyens de participer à la Ligue des champions et ne parvint pas à rééditer la performance, subissant la mainmise du CSKA Moscou devenu Medvedi Tchekhov.
En 2001, l'arrivée d'un sponsor conduit l'équipe à se renommer Stepan Razin - Neva. Mais le départ de ce sponsor quelques années plus tard conduit le club à d'importants problèmes financiers et il doit alors renoncer à la Super League. Un an seulement après, le club revient parmi l'élite sous le nom de Université polytechnique Neva Saint-Pétersbourg HC souvent abrégé Univ-Neva Saint-Pétersbourg HC.
L'équipe est coaché depuis 2009 par Dimitri Torgovanov, ancien joueur du club et l'un des rares joueurs à avoir être champion olympique (2000), champion du monde (1993) et 1997 et champion d'Europe (1996).
Le 2 octobre 2022, le club a été rebaptisé Zénith, et est devenu une section du Zénith Saint-Pétersbourg, aux côtés du basket-ball, du volley-ball et du football féminin. Tous parrainés par la société de gaz appartenant au gouvernement Gazprom. Leur premier match sous le changement de marque était contre le CSKA Moscou en SEHA-Gazprom League, qui s'est terminé par un match nul (29:29).

## Palmarès
- Champion de Russie (1) : 1993
  - Vice-champion en 2010, 2011, 2012, 2013, 2014, 2017

## Effectif
| N° | Nom                  | Poste          | Club précédent     | Date de naiss. | Nationalité | Sélection   |
| -- | -------------------- | -------------- | ------------------ | -------------- | ----------- | ----------- |
| 1  | Dimitri Chernikh     | Arrière centre | Formé au club      | 09/09/1987     | Russie      |             |
| 17 | Anatoli Chezlov      | Arrière gauche | Formé au club      | 23/04/1987     | Russie      |             |
| 50 | Evgeni Dudik         | Arrière gauche | Formé au club      | 26/09/1995     | Russie      |             |
| 17 | Rouslane Iounisebkov | Arrière gauche | ?                  | 28/01/1989     | Kazakhstan  | Kazakhstan  |
| 21 | Gleb Kalarach        | Arrière        | ?                  | 29/11/1990     | Russie      |             |
| 5  | Dimitri Kisselev     | Arrière droit  | Formé au club      | 15/11/1994     | Russie      |             |
| 12 | Aliakseï Kichou      | Gardien        | SKA Minsk          | 23/09/1986     | Biélorussie | Biélorussie |
| 31 | Victor Kovalenko     | Arrière centre | HC Dinamo Poltava  | 13/01/1992     | Russie      |             |
| 24 | Pavel Koungorov      | Arrière centre | Sungul Snezhinsk   | 02/11/1989     | Russie      |             |
| 9  | Dimitri Lauzhine     | Ailier gauche  | Formé au club      | 04/05/1991     | Russie      |             |
| 2  | Eldar Nassirov       | Arrière gauche | HC Dinamo Minsk    | 14/07/1986     | Russie      | Russie      |
| 7  | Sergueï Kouzmine     | Ailier gauche  | Sungul Snezhinsk   | 12/02/1988     | Russie      |             |
| 20 | Andreï Novosselov    | Arrière droit  | ?                  | 25/08/1986     | Russie      |             |
| 22 | Igor Poliakov        | Ailier gauche  | HC Portovik Youjne | 22/03/1979     | Russie      |             |
| 98 | Maxime Popov         | Gardien        | Formé au club      | 06/03/1998     | Russie      |             |
| 18 | Evgeni Prokopiev     | Arrière gauche | Formé au club      | 23/02/1996     | Russie      |             |
| 13 | Alexandre Pichkine   | Arrière        | ?                  | 13/04/1987     | Russie      | Russie      |
| 94 | Ivan Saltikov        | Gardien        | Formé au club      | 16/04/1994     | Russie      |             |
| 10 | Alexandre Sanachkine | Arrière droit  | Formé au club      | 18/03/1987     | Russie      |             |
| 15 | Iouri Semenov        | Demi centre    | Formé au club      | 30/07/1990     | Russie      |             |
| 1  | Vitali Chitsco       | Gardien        | Formé au club      | 09/09/1987     | Russie      |             |
| 9  | Artemi Skoulkov      | Ailier gauche  | ?                  | 09/09/1994     | Russie      |             |
| 19 | Gleb Smakhtine       | Arrière gauche | Formé au club      | 28/06/1985     | Russie      |             |
| 93 | Roman Snovalev       | Gardien        | ?                  | 17/02/1993     | Russie      |             |

## Personnalités liées au club
- Viatcheslav Atavine : joueur avant 1991
- Vadim Bogdanov : joueur de 2010 à 2012
- Alexeï Kostigov : joueur de 2009 à 2012
- Iouri Nesterov : joueur avant 1991
- Alexandre Pichkine : joueur avant 2015
- Pavel Soukossian : joueur de 2002 à 2006
- Dimitri Torgovanov : joueur avant 1996 et entraîneur de 2009 à ?